# Penyal d'Ifac
El penyal d'Ifac (Ifach en ortografia antiga, pronunciat sempre [i'fak]) és una penya aïllada, localitzada a la població de Calp (Marina Alta, País Valencià), de 332 m d'altura, que s'endinsa en la mar Mediterrània, formant una petita península.
Aquest paratge de 47 hectàrees va ser declarat parc natural pel govern valencià el 28 de gener de 1987.

## Orografia

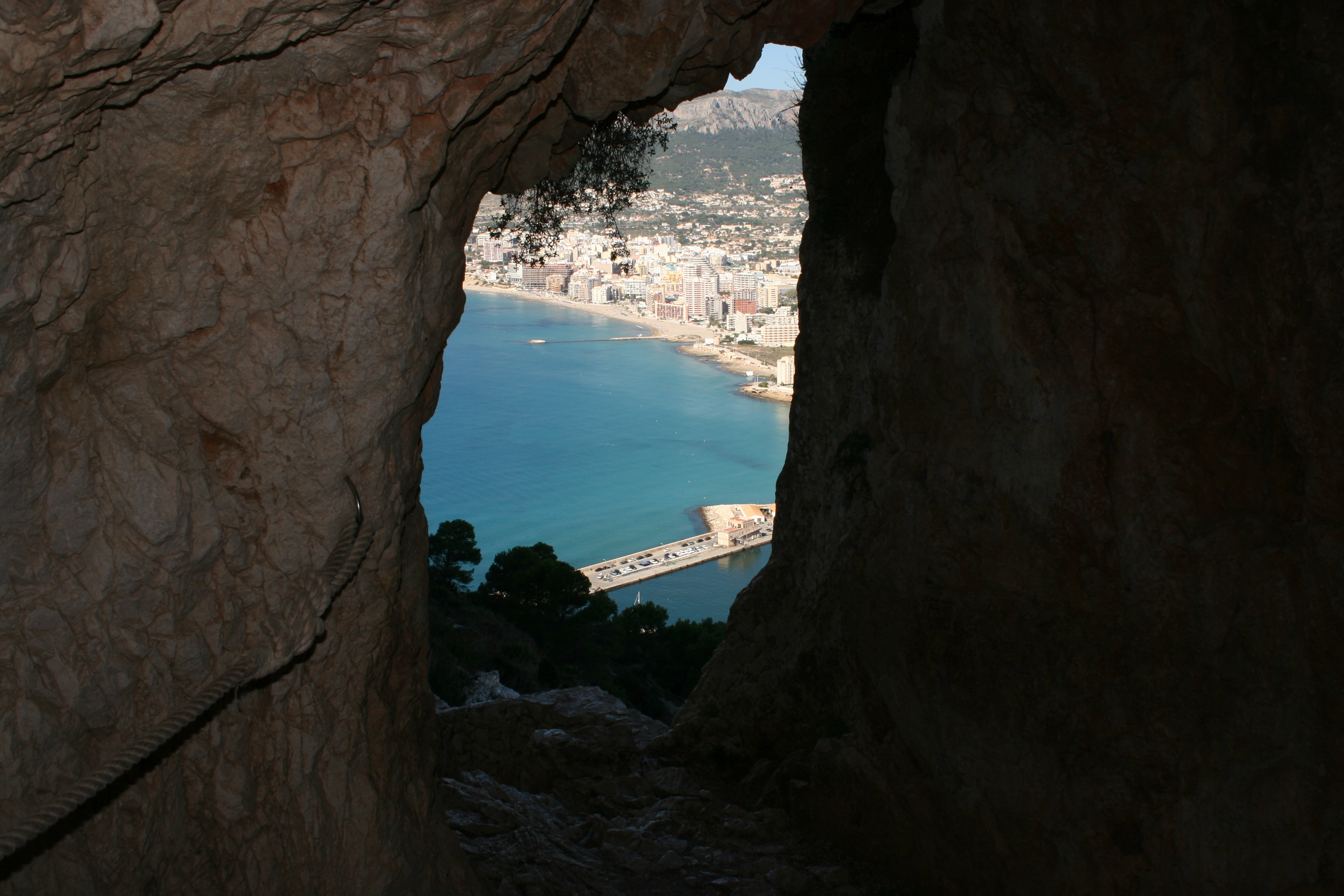
Túnel.

El penyal d'Ifac és una enorme massa calcària que cau de manera abrupta des de 332 m d'altitud fins al mar. Està unit a terra per un istme detrític. Per les seues característiques físiques, és un vèrtex geodèsic de tercer ordre que en el seu moment fou utilitzat per a la triangulació d'Espanya.
Al 1918 es va obrir un túnel que travessa una de les parets per la part nord-est. Des de llavors es pot ascendir per un camí fins al cim.
Al seu entorn destaquen les Salines de Calp que, segons Jessen, formaven una llacuna que, en temps dels grecs, s'estenia des del penyal fins a les muntanyes més pròximes. Posteriorment, va ser tancada per un cordó i reblida per arenes transportades pel vent. La llacuna fou convertida més tard en salines, que van ser abandonades al segle xvii per a després ser novament recuperades.
Amb 45 hectàrees protegides, es tracta d'un dels parcs europeus de menor extensió. Tanmateix, les característiques bioclimàtiques, la naturalesa dels seus sòls bàsics, la situació i l'orientació, confereixen una gran singularitat i varietat a la seua vegetació. En les seues Observaciones (1795), el botànic Cavanilles ja va saber apreciar la riquesa de flora i fauna d'aquest monument natural.

## Vegetació
Diferents comunitats vegetals conformen la vegetació del penyal.
A les grans parets de roca es desenvolupa una vegetació rupícola especialitzada a colonitzar clivelles, fissures i replans on s'acumula una mica de terra. En aquesta vegetació hi ha nombrosos endemismes, com la pràcticament extinta silene d'Ifac, la farigola autòctona, el teucri d'Ifac, la roseta de penya o el desferracavalls.
Als nivells mitjans i alts del vessant septentrional es desenvolupa una vegetació arbustiva d'orles, que comprèn la màquia de margalló i la savina negra. Aquesta comunitat, constituïda per la savina negra, el margalló, l'aladern, la ginesta borda, etc., és summament interessant, ja que representa un reducte del Terciari que va restar aïllat a l'inaccessible penyal i no va ser envaït per carrasques i roures, etc. (gènere Quercus).
En els sòls profunds es desenvolupa una variant d'aquesta comunitat amb el pi blanc. En els nivells baixos del vessant septentrional, la vegetació arbustiva d'orla comprèn la màquia de llentiscle i ginestó valencià, constituïda pel ginestó valencià, el llentiscle, el lligabosc, l'esparreguera, el càdec, la rogeta, la vidriella, així com el margalló i altres.
Al penyal d'Ifac també creixen les comunitats pròpies de les últimes etapes de la sèrie de regressió vegetal, la vegetació de pastius i la vegetació de brolles i timonedes. Dins d'aquesta última destaca l'heliantem cap de gat, espècie rara en terres valencianes.
Així mateix, a la zona entorn de les cases de la base del penyal es desplega una vegetació nitròfila, pròpia de llocs molt antropitzats sotmesos a un elevat aportament de matèria orgànica.

## Fauna
Com a la resta de la Marina Alta, és notable la seua riquesa malocològica en espècies de mol·luscs pulmonats terrestres. També és d'interés la presència de coleòpters, i particularment les seues colònies d'ocells.
En el parc se citen unes 80 espècies distintes d'ocells entre els nidificants, els migratoris i els errants. Destaca la presència del falcó de la reina, de la corba marina emplomallada i del territ variant. Fan niu el falcó pelegrí, la falzia pàl·lida i el gavinot argentant del mediterrani.

## Història

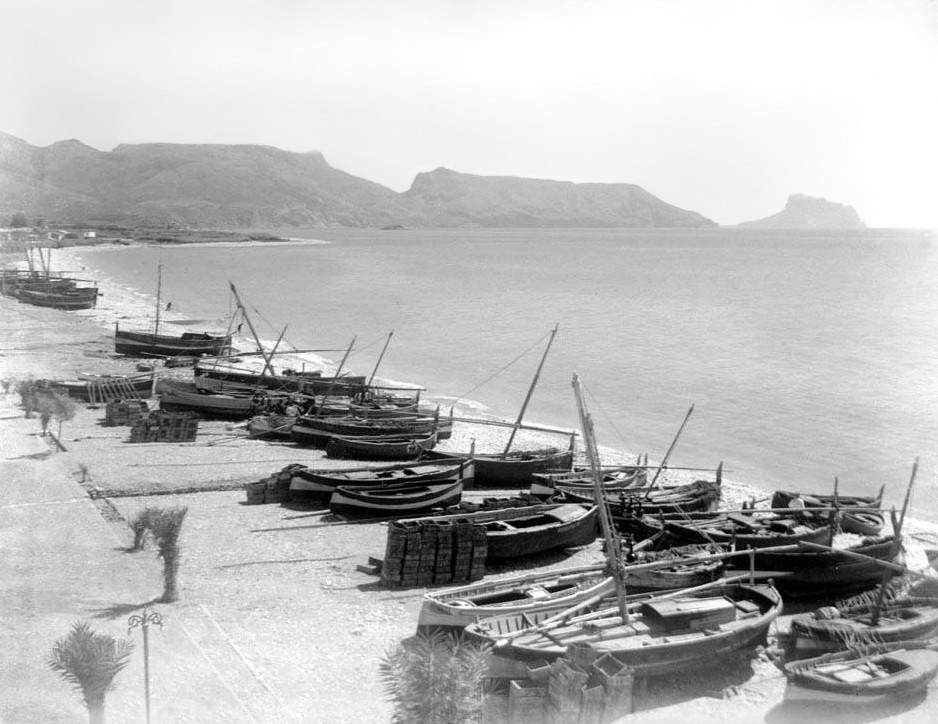
Badia d'Altea i penyal d'Ifac als anys 1920

Al penyal d'Ifac s'han establit diversos poblats des de temps remots. Al peu del massís, en el seu vessant occidental, es va establir un poblat iber entre els segles IV-III aC. En època romana, la població va descendir a l'istme que uneix el penyal amb el continent, però troballes de ceràmiques i peces numismàtiques permeten afirmar que a l'edat mitjana es van tornar a habitar els vessants del penyal. Tanmateix, els continus atacs de navegants des del mar obligaren els habitants a descendir cap al poble de Calp i crear un sistema de vigilància per a fer front a les incursions pirates.
Molt a prop, a la platja de Bol, es conserven les ruïnes dels "Banys de la Reina", que ja va descriure Escolano, i on Cavanilles va descobrir l'existència d'una antiga mansió de caràcter aristocràtic. Els especialistes apunten que es devia tractar d'una factoria romana dedicada a granja de peixos o a l'elaboració del garum romà (conserves de peix).
El penyal d'Ifac va pertànyer al municipi de Calp fins al 1862, any en què va passar a mans privades. Posteriorment va anar passant per distints propietaris fins que va ser adquirit per la Generalitat Valenciana poc abans de la seua declaració com a parc natural.
Durant aquest període de més de cent anys en què el penyal ha sigut propietat privada, s'han succeït actuacions de diversa índole. A principi de segle s'hi van construir dos camins pel seu vessant septentrional: el que dona accés a la base, on s'aixecaren dos habitatges; i el que ascendeix fins al cim, incloent-hi el túnel que permet salvar la paredassa de la cara nord.